# محمد الطيطي
محمد عطية حسين الطيطي (4 أبريل 1977 -) ممثل مسرحي وتلفزيوني كوميدي فلسطيني، قام بعدة أدوار مسرحية وتلفزيونية في فلسطين والأردن، وهو أحد مؤسسي «مسرح نعم» في مدينة الخليل بجانب إيهاب زاهدة ورائد الشيوخي. وُلِد في مخيم الفوار، الخليل. حَصَلَ على دبلوم عالي «الدراما في التعليم» من جامعة غدانسك، بولندا.
مثّل عشرات المسرحيات داخل فلسطين وخارجها والتي أثارت الجدل في المنطقة كما شارك في العديد من حلقات المسلسل الكوميدي الشهير «وطن ع وتر» بجانب الممثل عماد فراجين. في عام 2019، نال الطيطي جائزة أفضل ممثل ثاني في مهرجان «بلا إنتاج الدولي» في الإسكندرية، مصر.

## حياته
يسكن حالياً الطيطي في مدينة الخليل. وهو متزوج ولديه ثلاثة أبناء وبنت. بدأت ملامح التمثيل لدى الطيطي بالظهور عندما كان في الصف العاشر الأساسي لكن بدأ رسمياً بالتمثيل في عام 1998، حيث تلقى تدريبات في مجال المسرح والتمثيل حينها. حصل على دبلوم في التمثيل من برنامج التدريب الخاص في معهد يوم المسرح الهولندي الفلسطيني (1997-2001). في عام 2006، نال شهادة دبلوم دراسة استكمالية «قياس الدرامة في التعليم واثرها على المجتمع» من جامعة غدانسك البولندية. أكمل بعدها طريقه في المسرح حيث كان له عدة أعمال فنية مهمة في المسرح منها مسرحية في المكان، والولد الماشي، والمجنون، والمرجوحة، وخيل تايهة، والمغتربان. أما بخصوص التلفزيون، عدا أنه مثّل في «مسلسل الفريق» والذي هو من إنتاج شركة معاً في فلسطين وعمل في «برنامج شبيك لبيك» فقد شارك في تسعة مواسم في مسلسل وطن ع وتر، حيث قابل الطيطي عماد فراجين في عام 2011 خلال عملهم في «مسرحية 603» ومنها شاركه في المسلسل. يعمل الطيطي حالياً مديرًا مشاركًا لمسرح نعم والذي ساهم في تأسيسه عام 2008 إلى جانب زميليه إيهاب زاهدة ورائد الشيوخي في مدينة الخليل.

## الأعمال الفنية

### التلفزيون
- مسلسل «الفريق».
- مسلسل «وطن ع وتر».
- برنامج شبيك لبيك.

### المسرح

#### مسرحيات شارك فيها
- مسرحية «خيل تايهة»، كتابة عدنان العودة وإخراج ايهاب زاهدة.[8]
- مسرحية «ثلاثة في واحد»، إخراج ايهاب زاهدة.[9][10]
- مسرحية «مجنون»، كتابة محمود عاصي وإخراج يان ويلمز.[11]
- مسرحية «بيدرو والنقيب»، كتابة ماريو بنديتي وإخراج إيهاب زاهدة.[12]
- مسرحية «الولد الماشي»، كتابة جاكي لوبيك وإخراج يان ويلمز.[13][14]
- مسرحية «نفس المشكلة»، كتابة وإخراج إيهاب زاهدة.[15]
- مسرحية «النصف الآخر»، كتابة جاكي لوبيك ويان ويلمز.
- مسرحية «المرجوحة»، كتابة وإخراج جاكي لوبيك.[16][17]
- مسرحية «مراية»، إخراج ايهاب زاهدة. تم عرضها في طوكيو، اليابان.[18][19][20]
- مسرحية «عادي»، إخراج عامر خليل.
- مسرحية "603"، كتابة عماد فراجين وإخراج منال عوض.
- مسرحية «المغتربان»، كتابة سلوفومير مورجيك وإخراج ايهاب زاهدة.[21][22]

#### مسرحيات قام بإخراجها
- مسرحية «القنديل الصغير» للأطفال.
- مسرحية «في المخيم» للأطفال.
- مسرحية «المغارة السحرية» للأطفال.
- مسرحية «24 ساعة من الحلم واليقظة» للأطفال.
- مسرحية «البحث عن حنظلة» لمسرح الهواة.
- مسرحية «سهر» مسرح المضطهدين.
- مسرحية «خطبة».

## الجوائز
- 2019: جائزة أفضل ممثل ثاني في مهرجان «بلا إنتاج الدولي»، الإسكندرية، مصر.[23][24][3]
- 2019: جائزة أفضل ممثل عن دورة في مسرحية ثلاثة في واحد.[25]
- 2022: جائزة أفضل ممثل عن المونودراما "شرشوح".[26]
- 2023: جائزة أفضل ممثل مناصفة مع الفنان رائد الشيوخي عن مسرحية "بيدرو والنقيب".